# Геология Москвы
Геология Москвы — геологическое строение, полезные ископаемые и геологические объекты на территории города Москвы. В основном оно характеризуется нахождением в центре Восточной-Европейской древней платформы на гранито-гнейсовом кристаллическом фундаменте, который покрыт чехлом осадочных отложений (до 1650 м).

## Тектоническое строение
В тектоническом отношении в строении земной коры под городом выделяются два разновозрастных структурных яруса: нижний — докембрийский гранито-гнейсовый кристаллический фундамент древней платформы, и верхний, который представлен чехлом фанерозойских осадочных, иногда слабо метаморфизованных отложений.
Эти структурные ярусы разделены стратиграфическим перерывом, маркирующим длительный перерыв в осадконакоплении. Поверхность последнего неровная. К востоку от столицы располагается Токмовский свод, к югу — Воронежский свод. Между ними проходит погребённый Рязано-Саратовский прогиб, вытянутый в юго-восточном направлении. К северу и северо-востоку находится Московская синеклиза — широкая, вытянутая на северо-восток впадина.

## Геологическое строение
Земная кора на территории Москвы представлена осадочными, реже магматическими и метаморфическими горными породами. В разрезе представлены отложения всех пяти эратем — архея, протерозоя, палеозоя, мезозоя и кайнозоя. Палеозойская эратема представлена отложениями кембрийской, девонской и каменноугольной систем. Мезозойская — юрской и меловой системой, кайнозойская — неогеновой и четвертичной системой. На поверхность в основном выходят отложения четвертичной, юрской и меловой систем, иногда каменноугольной и неогеновой систем.

## Полезные ископаемые
Среди нерудных полезных ископаемых наиболее известны месторождения каменного угля, мячковских и подольских известняков среднего карбона, которые использовались как стройматериал при постройке Московского Кремля. Эти породы брались для основания гостиницы «Россия», комплекса на Манежной площади и нескольких мостов через Москву-реку. Большое промышленное значение имеют кварцевые пески, которые используются для выпуска высококачественного стекла.
Территория Москвы расположена в границах Московского артезианского бассейна. Грунтовые воды большого числа родников и более 4000 колодцев ранее снабжали жителей Москвы питьевой водой. Грунтовые воды сильно подвержены техногенному загрязнению от таяния снега с солью, утечек канализации, выбросов очистных сооружений. Кроме атмосферного питания, грунтовые воды пополняются благодаря поливам грунтов, утечкам из коммуникационных сетей.